# Bandiera del Voivodato della Bassa Slesia
La bandiera del Voivodato della Bassa Slesia, in Polonia, è un rettangolo giallo (dorato) con un'aquila nera rivolta a sinistra, una przepaska bianca (argento) a forma di mezzaluna posta sulle ali e, al centro, una croce patente bianca (argento).

## Design
L'attuale bandiera del Voivodato della Bassa Slesia è in uso dal 2009. È un rettangolo giallo (dorato) con un rapporto altezza/larghezza di 5:8. Al centro è raffigurata un'aquila nera con la testa rivolta verso sinistra, con una mezzaluna bianca (argento) sulle ali e una croce patente bianca (argento) al centro. Ha anche un occhio bianco (argento). L'aquila ha un rapporto altezza/larghezza pari a 7/10 rispetto all'altezza della bandiera e a 3/5 rispetto alla larghezza della bandiera. L'aquila è stata ripresa dallo stemma del voivodato, che a sua volta si basava sullo stemma della Bassa Slesia, introdotto originariamente nel 1224 da Enrico II il Pio, duca di Slesia.

## Storia

Bandiera della Provincia della Slesia dal 1882 al 1919 e della Provincia della Bassa Slesia dal 1920 al 1935.

La Provincia della Slesia, che si trovava in parte all'interno degli attuali confini del Voivodato della Bassa Slesia, adottò la propria bandiera il 22 ottobre 1882. Era un rettangolo diviso orizzontalmente in due strisce: bianca in alto e gialla in basso. I suoi colori erano stati ripresi dallo stemma della Bassa Slesia. Il rapporto tra altezza e larghezza era pari a 2:3. Nel 1919, fu suddivisa nelle province di Bassa Slesia e Alta Slesia. Nel 1920, la Provincia della Bassa Slesia riadottò la bandiera bianco-gialla. Fu utilizzata fino al 1935, quando la Germania nazista proibì alle sue province di esporre le proprie bandiere, ordinando loro di sostituirle con la bandiera nazionale.

Bandiera del Voivodato della Bassa Slesia, utilizzata dal 2001 al 2008.

La prima bandiera del voivodato fu adottata il 30 marzo 2001 e utilizzata fino al 30 ottobre 2008. La bandiera era un rettangolo diviso in due strisce orizzontali di uguali dimensioni, bianche in alto e rosse in basso, ispirate alla bandiera rossa e bianca della Polonia, con al centro lo stemma del voivodato raffigurante un'aquila con la faccia a sinistra, con una mezzaluna bianca (argento) sulle ali, con una croce patente bianca (argento) e lo scudo giallo (dorato) in stile iberico.
Il disegno contraddiceva la convenzione seguita da tutti gli altri voivodati della Polonia, secondo la quale i colori della bandiera avrebbero dovuto ispirarsi esclusivamente a quelli presenti nello stemma del voivodato. Pertanto, nel gennaio 2008, fu istituita una commissione per elaborare proposte per la nuova bandiera. In una votazione online, 3/4 dei partecipanti non approvarono nessuna delle bandiere proposte. A metà ottobre 2008, la discussione sull'adozione della nuova bandiera fu bloccata. In seguito, l'allora maresciallo del voivodato Marek Łapiński propose un nuovo disegno della bandiera, che fu approvato dall'Assemblea Regionale il 30 ottobre 2008, con la risoluzione n. XXXI/496/08.

La bandiera del Voivodato della Bassa Slesia, utilizzata dal 2008 al 2009.

Dal 2008 al 2009, il voivodato ha utilizzato la bandiera con un disegno dell'aquila leggermente diverso. A seguito del parere negativo della Commissione Araldica, il voivodato ha modificato il disegno dell'aquila presente nello stemma e nella bandiera, approvando il nuovo disegno il 23 luglio 2009 e istituendolo ufficialmente il 17 dicembre 2009.